# Rebersburg, Pennsylvania
Rebersburg, Pennsylvania (енгл. Rebersburg) насељено је место без административног статуса у америчкој савезној држави Пенсилванија.

## Демографија
По попису из 2010. године број становника је 494, што је 2 (0,4%) становника више него 2000. године.
| Група             | 2000.       | 2010.       |
| Белци             | 472 (95,9%) | 483 (97,8%) |
| Афроамериканци    | 11 (2,2%)   | 2 (0,4%)    |
| Азијати           | 1 (0,2%)    | 3 (0,6%)    |
| Хиспаноамериканци | 2 (0,4%)    | 0 (0,0%)    |
| Укупно            | 492         | 494         |